# Związek Polskiej Młodzieży Demokratycznej
Związek Polskiej Młodzieży Demokratycznej (ZPMD) – lewicowo-piłsudczykowska organizacja młodzieżowa. 

## Historia
Powstała 12 sierpnia 1927 w Warszawie z połączenia Organizacji Młodzieży Narodowej, Akademickiego Związku Młodzieży Postępowej i Koła Akademickiego Polskiej Organizacji Wolności. 6 listopada tego samego roku do ZPMD przystąpiła Polska Organizacja Akademicka Młodzieży Niezależnej „Kuźnica” i Akademicki Oddział Związku Naprawy Rzeczypospolitej. Zaś w grudniu dołączyły: krakowska Organizacja Młodzieży Radykalnej i Wydział Młodzieży Partii Pracy.
ZPMD liczył kilkanaście tysięcy członków. Związek nie utożsamiał swojej działalności z partiami czy ruchami politycznymi typu lewicowego lub prawicowego, choć faktycznie związany był ze Związkiem Naprawy Rzeczypospolitej. ZPMD miał być „zarzewiem ruchu postępowego”, którego celem była przebudowa polskiej rzeczywistości w kierunku sprawiedliwości społecznej i nieliberalnej demokracji. ZPMD propagował kult J. Piłsudskiego, zwalczał czynnie nacjonalizm i głosił radykalny antyklerykalizm. Od 1931 istniał w ZPMD silny nurt syndykalistyczny. Od 1933 dochodziło do licznych starć ulicznych pomiędzy członkami ZPMD i Młodzieży Wszechpolskiej. W 1933 okręg warszawski ZPMD założył spółdzielnię „Grupa Techniczna”, w której znalazło zatrudnienie 500 osób. Spółdzielnia przetrwała rozłam w organizacji i prowadziła również działalność podczas wojny. Od 1934 ZPMD współpracował ze Związkiem Związków Zawodowych (ZZZ). W maju 1934 ZPMD powołał Akademicki Związek Młodzieży Wiejskiej, który łączył idee agraryzmu z syndykalizmem.
W 1935 doszło do rozłamu w ZPMD. Część działaczy z Warszawy, Krakowa, Wilna i Lwowa opowiedziała się przeciw prorządowemu kierownictwu Związku. Utworzyli nową organizację pod nazwą ZPMD-Lewica. Pierwszy Zjazd ZPMD-L w czerwcu 1936 zmienił nazwę na Stowarzyszenie Młodzieży Syndykalistycznej (SMS). W 1937 młodzi syndykaliści siłą starali się przerywać antysemickie blokady Młodzieży Wszechpolskiej organizowane wokół Uniwersytetu Stefana Batorego w Wilnie i Uniwersytetu Jagiellońskiego w Krakowie. W tym samym roku SMS nawiązał współpracę ze szwedzkim związkiem anarchosyndykalistycznym Sveriges Arbetares Centralorganisation (SAC). Władze państwowe i uczelniane odmówiły legalizacji SMS. W związku z tym SMS przystąpił do Robotniczego Instytutu Oświaty i Kultury imienia S. Żeromskiego jako Wydział Młodzieży, autonomiczny w stosunku do całości organizacji.
Prawe skrzydło ZPMD połączyło się w grudniu 1938 roku z sanacyjnym Legionem Młodych tworząc Legion Młodzieży Polskiej, którego przewodniczącym został ostatni komendant główny Legionu Młodych Józef Michał Mrozowicki.
ZPMD wydawał liczne czasopisma: „Brzask”, „Życie Akademickie” (Warszawa); „Życie Uniwersyteckie” (Poznań); „Zarzewie”, „Zarzewie Nowe” (Kraków); „Smuga” (Wilno); „Trybuna” (Lublin).